# Комиш (Каховський район)
Коми́ш — селище в Україні, в Асканія-Новій селищній громаді Каховського району Херсонської області. Населення становить 313 осіб. 24 лютого 2022 року село тимчасово окуповане російськими військами під час російсько-української війни.

## Населення
Згідно з переписом УРСР 1989 року чисельність наявного населення селища становила 384 особи, з яких 185 чоловіків та 199 жінок.
За переписом населення України 2001 року в селищі мешкало 313 осіб.

### Мова
Розподіл населення за рідною мовою за даними перепису 2001 року:
| Мова       | Відсоток |
| ---------- | -------- |
| українська | 74,76 %  |
| російська  | 21,41 %  |
| інші       | 3,83 %   |